# Haploperla japonica
Haploperla japonica är en bäcksländeart som beskrevs av Kohno 1946. Haploperla japonica ingår i släktet Haploperla och familjen blekbäcksländor. Inga underarter finns listade i Catalogue of Life.